# Stefan George
Stefan George (Büdesheim, Hesse-Darmstadt; 12 de julio de 1868-Minusio, 4 de diciembre de 1933) fue un poeta y traductor alemán.

## Biografía
George nació en Büdesheim, Hesse-Darmstadt. Sus primeros escritos datan de alrededor de 1890. George fundó un importante magazín literario llamado Blätter für die Kunst, alrededor del cual se gestó un círculo literario. Dado que el régimen nazi consideró que podía ganar popularidad declarando a George como poeta nazi, abandonó Alemania y emigró a Suiza. George evitó toda asociación, y murió en Locarno. Los nazis nombraron a George un poeta nacional después de su muerte.

## Obra
La poesía de George está caracterizada por un ethos aristocrático y espiritual, afín al hermetismo propugnado por Mallarmé; sus versos unen una sensualidad formal en el estilo a un contenido espiritual en los temas y un lenguaje provisto de una ortografía inventada y una especial tipografía ornamental. Este lenguaje es difícil y arcano, y se ve contenido en formas clásicas griegas, en revuelta antiburguesa contra el grosero naturalismo literario contemporáneo y su correspondiente positivismo en la filosofía de su tiempo. Considerando que el objeto de la poesía era distanciarse del mundo —fue un acérrimo partidario del arte por el arte y siguió la filosofía de Nietzsche— la escritura de George se acerca al simbolismo francés y mantuvo contactos con muchos de sus representantes, desde Stéphane Mallarmé a Paul Verlaine.
George fue un importante puente entre el siglo xix y el modernismo alemán. Innovó con experimentos métricos, con la puntuación y con la tipografía, y enriqueció el lenguaje poético con extrañas y oscuras alusiones.
Su colección más recordada fue Algabal; el título alude al emperador romano Heliogábalo. George también destacó como traductor; tradujo a Dante Alighieri, a William Shakespeare y a Charles Baudelaire al alemán.

## Influencia
Stefan George fue considerado por sus contemporáneos una especie de profeta o de sacerdote; él creía en la función mesiánica de la poesía, y anunció un nuevo reino que sería dirigido por las élites intelectuales y artísticas, unidas por su fidelidad a un líder más poderoso. Su poesía puso énfasis en el autosacrificio, el heroísmo y el poder, y así fue que obtuvo sobre todo popularidad en círculos conservadores —movimiento revolucionario conservador—. El grupo de escritores, artistas e intelectuales que se congregaron alrededor de George fueron conocidos como miembros del Georgekreis —círculo de George—.
Aunque George declinó la oferta de Goebbels de aceptar el Ministerio de Cultura, los críticos consideran que en su obra hay ideas protofascistas. Esta crítica está en contradicción con el hecho que él se autoexilió desde Alemania a Suiza y también del hecho, que algunos de los que lideraron la resistencia alemana contra Hitler eran miembros de su círculo, notablemente los hermanos Stauffenberg que fueron presentados a George por el poeta y catedrático Albrecht von Blumenthal.
Amigo, pero fuera del círculo —Georgekreis— estaba Hugo von Hofmannsthal, uno de los importantes escritores modernistas austriacos —que no se dejó literariamente influenciar por Stefan George—.
Se considera que George influyó en Franz Kafka.
Muchas de las poesías de George fueron musicalizadas notablemente por los músicos de la Segunda escuela de Viena.

## Lista de obras
- Hymnen (Himnos, 1890)
- Pilgerfahrten (Romerías, 1891)
- Algabal (Heliogábalo, 1892)
- Die Büchner der Hirten-und Preisgedichte der Sagen und Sänge und der hängen den Gärten (Poesías pastorales y los laudi, de las leyendas y de los cantos y de los jardines colgantes 1895)
- Schwarze Rappen (1893)
- Mein Garten (Mi jardín, 1894)
- Das Jahr der Seele (El año del alma, 1897)
- Der Teppich des Lebens und die Lieder von Traum und Tod (La alfombra de la vida y los cantos del sueño y la muerte, 1900)
- Die Fibel (1901)
- Tage und Taten (1903)
- Der siebente Ring (El séptimo anillo, 1907)
- Der Stern des Bundes (La estrella del pacto, 1914)
- Der Krieg (1917)
- Drei Gesaenge: An die Toten, Der Dichter in Zeiten der Wirren, Einem jungen Führer im ersten Weltkrieg (1921)
- Das neue Reich (El nuevo reino, 1928).

## Traducciones al español
- 1954 - Peregrinajes. Traducción de Alfonso Pintó. Ediciones Rail. ISBN: 978-84-321-1442-7
- 1959 - Poemas. (1890-1928) Prologo y versión de Jose Vicente Alvarez. Ediciones Assandri. Córdoba Argentina
- 1986 - Antología. Traducción de Juan Manuel González. Ediciones Libertarias-Prodhufi. ISBN: 978-84-85641-91-8
- 2011 - Nada hay donde la palabra quiebra. Antología de poesía y prosa. Edición y traducción de Carmen Gómez García. Editorial Trotta. ISBN: 978-84-9879-204-1
- 2016 - Poesía completa. Traducción e introducción de José Luis Reina Palazón. Ediciones Linteo. ISBN: 978-84-942551-4-4
- 2016 - Poesía completa. Editorial Playa de Akaba. ISBN: 978-7-88494-255-8